# Уринокултура
Уринокултура је лабораторијски тест који се користи за проверу присутности бактерија или других клица у узорку мокраће, код сумње на инфекцију мокраћних путева код одраслих и деце.

## Индикације
Најчешћи разлози због којих се тражи уринокултура су знаци и симптоми инфекције мокраћних путева, који укључују:
- Снажан, чест нагон за мокрењем, чак и након мокрења и када особа има мало мокраће.
- Бол и/или осећај печења током мокрења
- Замућен изглед мокраће.
- Јак и непријатан мирис мокраће
- Бол у крстима

Поред тога, уринокултура се користи за скрининг трудница на асимптоматску бактериурију, стања у којем су присутне значајна количине бактерија у мокраћи, али не изазивају симптоме. Око 2% до 10% трудница на глобалном нивоу има асимптоматску бактериурију, које може довести до озбиљније инфекције бубрега, као и повећаног ризика од превременог порођаја и ниске порођајне тежине фетуса.

## Извођење теста

### Узорковање мокраће слободним млазом
Тест треба изводити у хигијенским уловима и зато пре његовог извођења пацијент би требало да млаком водом и сапуном опере руке, а затим и гениталну област пре сакупљања мокраће.  Млаз воде при испирањз увек треба усмеравати да иде од предње ка леђној страни тела. Након прања кожу треба посушити чистим пешкиром или папирним убрусом, без мазања било каквих крема или лосиона. Ово смањује могућност накнадне контаминације узетог узорка мокраће бактеријама и ћелијама из околне коже. Ово је нарочито важно код жена. Код дечака треба водити рачуна о да се прво заврне кожице препуција, а затим опере подручје око мокрачне цеви.
Сакупљање мокраће почиње тако што испитаник прво измокри први млаз мокраће у тоалет, како би се испрале бактерије са коже а зати се средњи млаз мокраће, са бактеријском флором мокраћне цеви, сакупља у стерилној  посуду за сакупљање мокраће, отприлике до једне трећине њене запремине.
Не дозволите да унутрашњост посуде дође у контакт са кожом и не сакупљати мокраћу из тоалета (или из било које друге посуде), већ само у за ту намену приптремљени посуду која је дезинфекован и припремљен посебно за  узорковање мокраће.
Кад год је могуће, узорак мокраће треба дати ујутру, јер је пожељно да током ноћи пацијент не мокри пре давања узорка.

### Остали начини узорковања мокраће
Узорак мокраће може да  сакупља  у амбулантним или кућним условима.
Узорак мокраће се такође може узети уметањем танке гумене цеви (катетера) кроз уретру у мокраћну бешику, од стране здравствених радника у амбулантним или болничким условима. 
Ретко, медицинско особље  може да узме узорак мокраће  из мокраћне бешике директним убацивањем игле кроз кожу доњег трбуха директно у мокраћну бешику.
За испитивање присуства хламидије, микоплазме или уреаплазме у мокраћи потребно је дати први млаз (прву јутарњу мокраћу) који обично сакупља епителне ћелије из мокрачне цеви у којој се ови микроорганизми налазе. Ово се првенствено односи на мушкарце, јер се женама узимају брисеви грлића материце да би се изоловали ови микроорганизми.
У случају сумње на запаљење уретре (уретритис), било да је узроковано бактеријом, хламидијом, микоплазмом или уреаплазмом, узима се брис мокраћне цеви ујутру пре мокрења, а ако то није могуће, онда у било које време током дана. , али тако да између последњег мокрења и узимања узорка прође најмање два сата.

## Очитавање резултата
Мокраћа се носи у микробиолошку лабораторију како би се засејавањем мокраће на специјалне подлоге утврдило да ли је мокраћа инфицирана, и ако јесте које бактерије или квасци су присутни у уринолултури.
Очитавање резултата обавља се у периоду од  24 до 48 сати.
Ако у уринокуклтури нема патогених клица, налаз култура је „негативан“.  Међутим  ако симптоми болести и даље трају а тест је негативан, уринокултура се може поновити на другом узорку како би се утврдило присуство бактерија на нижем броју колонија или других микроорганизама који могу изазвати симптоме.
Ако постоје патогене клице или квасци које расту у мокраћним путевима, налаз уринокултура је „позитиван“.  У позотивном налазу наводи се и врста патогена које је изолована из уринокултуре.
Ако је уринокултура позитивна, може се урадити тест осетљивости како би се утврдило који антибиотици ће инхибирати раст микроба који изазива инфекцију. Резултати ће помоћи лекару да одреди које лекови ће вероватно бити најефикаснији у лечењу откривене инфекције.